# Marlboro (Zigarettenmarke)
| Marlboro                                                                                | Marlboro |
| Logo der Marke                                                                          | Logo der Marke |
| Marlboro-Logo                                                                           | Marlboro-Logo |
| Inhaltsstoffe einer Zigarette                                                           | Inhaltsstoffe einer Zigarette |
| Marlboro Red                                                                            | Marlboro Red |
| --------------------------------------------------------------------------------------- | --- |
| Kondensat/Teer:                                                                         | 10 mg |
| Nikotin:                                                                                | 0,8 mg |
| Kohlenstoffmonoxid:                                                                     | 10 mg |
| Tabak- zusatzstoffe:                                                                    | Saccharose, Propylenglycol, Glycerin, Lakritzextrakt, Guarkernmehl, Kakaoprodukte, Johannisbrot(extrakt), Menthol, Aroma, Wasser |
| Marlboro Gold                                                                           | |
| Kondensat/Teer:                                                                         | 6 mg |
| Nikotin:                                                                                | 0,5 mg |
| Kohlenstoffmonoxid:                                                                     | 7 mg |
| Tabak- zusatzstoffe:                                                                    | wie Marlboro Red + Invertzucker                                                                                                  |
| Marlboro Silver                                                                         | |
| Kondensat/Teer:                                                                         | 4 mg |
| Nikotin:                                                                                | 0,4 mg |
| Kohlenstoffmonoxid:                                                                     | 5 mg |
| Tabak- zusatzstoffe:                                                                    | wie Marlboro Red + Invertzucker                                                                                                  |
| Marlboro White Menthol                                                                  | |
| Kondensat/Teer:                                                                         | 6 mg |
| Nikotin:                                                                                | 0,5 mg |
| Kohlenstoffmonoxid:                                                                     | 7 mg |
| Menthol:                                                                                | unbekannt |
| Marlboro Menthol                                                                        | |
| Kondensat/Teer:                                                                         | 10 mg |
| Nikotin:                                                                                | 0,7 mg |
| Kohlenstoffmonoxid:                                                                     | 10 mg |
| Menthol:                                                                                | unbekannt |
| Marlboro Gold Advance                                                                   | |
| Kondensat/Teer:                                                                         | 9 mg |
| Nikotin:                                                                                | 0,7 mg |
| Kohlenstoffmonoxid:                                                                     | 9 mg |
| Tabak- zusatzstoffe:                                                                    | wie Marlboro Red + Invertzucker                                                                                                  |
| Stand 2008. Die Angaben gelten für die auf dem deutschen Markt erhältlichen Zigaretten. | |

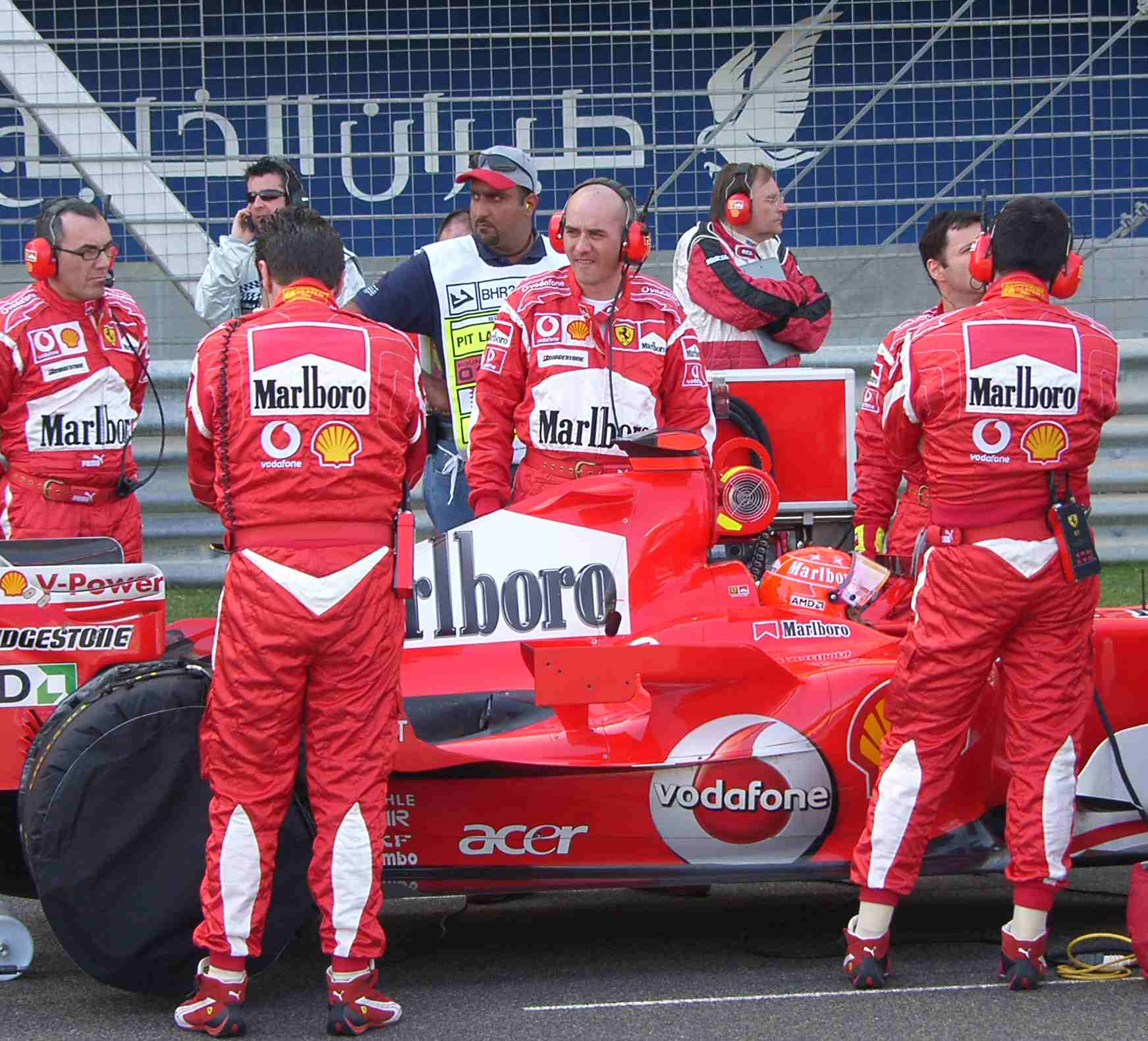
Sponsoring in der Formel 1

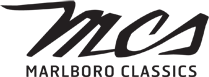
Bis 2013 verwendetes Logo der Marlboro Classics Bekleidungslinie

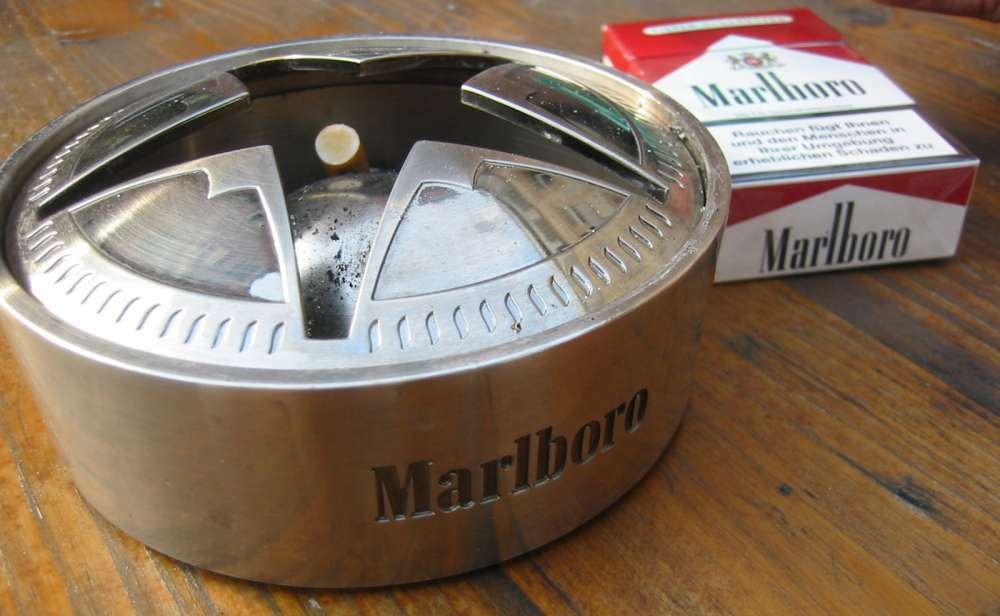
Marlboro-Aschenbecher und Zigarettenschachtel

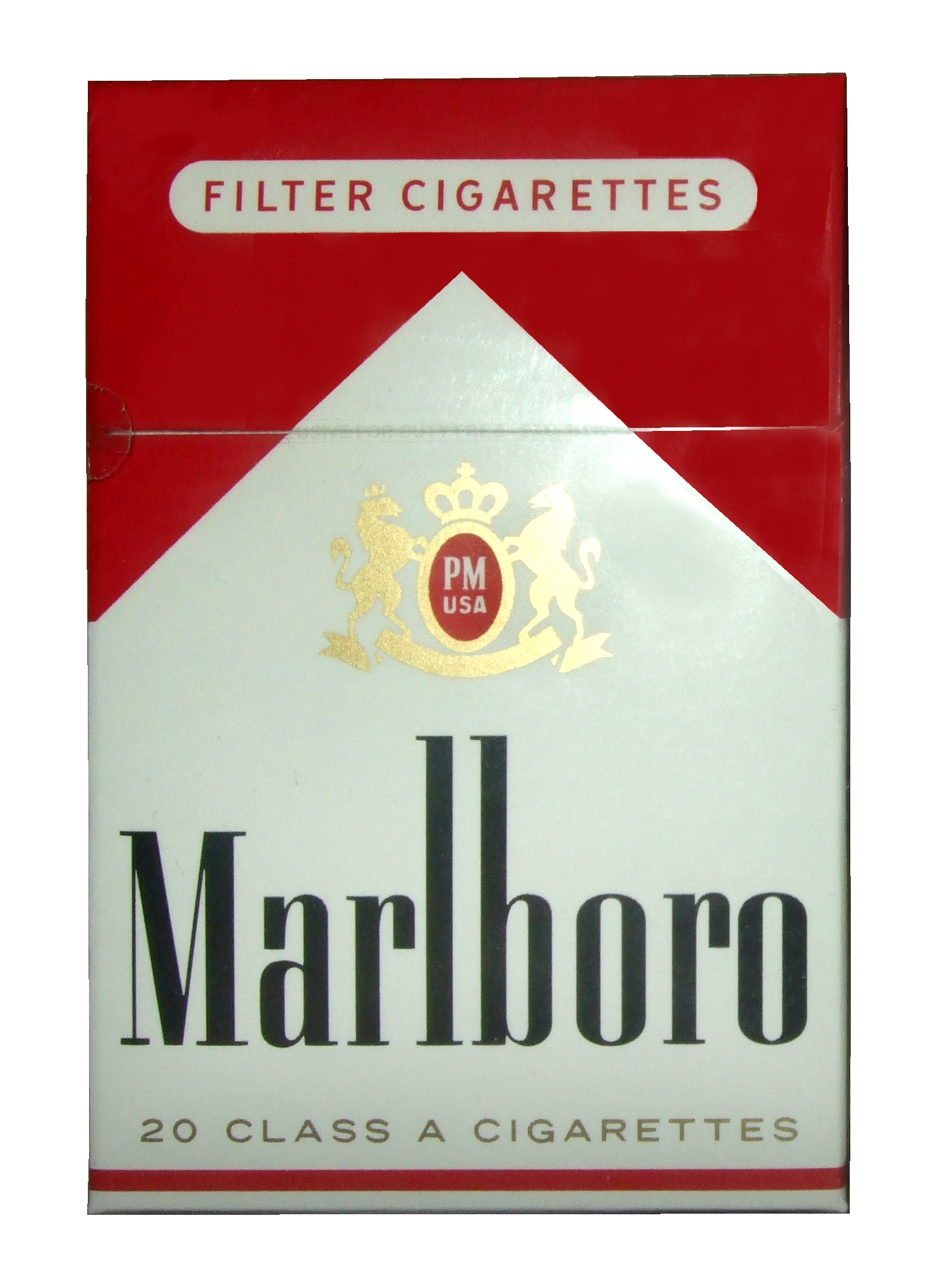
Marlboro-Schachtel von 2010 aus einem Duty-free-Shop in den USA. Dieses Design wurde mit nur kleinen Änderungen über Jahrzehnte verwendet, ist aber heute wegen der international üblichen Warnhinweise nur noch äußerst selten anzutreffen.

Marlboro ist eine Zigarettenmarke der Philip Morris International (bzw. in den USA von Philip Morris USA, einer Tochter der Altria Group). Sie ist seit Jahrzehnten die weltweit meistverkaufte Zigarettenmarke und zählte einst zu den zehn wertvollsten Marken der Welt. Große Bekanntheit erreichte das durch den Marlboro Man getragene Markenimage von „Freiheit und Abenteuer“.

## Geschichte
Philip Morris, ein britischer Tabakhändler und Zigarrenimporteur, war der Namensgeber für die im Jahre 1902 gegründete Philip Morris & Co., Ltd. Ab 1924 wurde Marlborough als „Frauenzigarette“ mit dem Werbespruch „Mild As May“ (Mild wie der Mai) vertrieben. Die Firma wurde nach der Great Marlborough Street in London benannt, dem ersten Produktionssitz.
Kurz vor dem Zweiten Weltkrieg geriet die Marke ins Wanken und wurde kurzzeitig vom Markt zurückgezogen. Nach dem Krieg waren Camel, Lucky Strike und Chesterfield die einzigen fast weltweit verbreiteten Zigaretten.
In den 1950er Jahren wurden von Reader’s Digest einige Artikel publiziert, die Rauchen mit Lungenkrebs in Verbindung brachten. Philip Morris reagierte mit der Produktion von Filterzigaretten darauf. Die neuen Marlboro mit einem gefilterten Ende wurden Ende des Jahres 1955 auf den Markt gebracht. Erfunden hatte Marlboro die Filterzigarette allerdings nicht, schon in den 1930er Jahren gab es Filterzigaretten von Greiling aus Dresden. Der Designer Frank Gianninoto hatte die charakteristische rot-weiße Marlboro-Packung entworfen, von der Werbeagentur Leo Burnett kam die Idee, auf ein männliches Image zu setzen, und zu einer „Emotionalisierung der Marke“, was erst viel später zur Regel für Konsumprodukte wurde. Man wusste aber bereits, dass sich Zigaretten in roten Packungen am besten verkauften, Favorit war die rot-weiß gestreifte Packung.
In den 1960er Jahren entwickelte Philip Morris das Werbekonzept des Marlboro Country und etablierte das männlich-harte Cowboy-Image der Marke. Durch diese Kampagne gewann Marlboro schnell sehr große Marktanteile: Die Verkaufszahlen stiegen in den ersten acht Monaten der Kampagne um das Fünfzigfache. Kritiker schreiben diesen wirtschaftlichen Erfolg jedoch der Tatsache zu, dass ab 1965 dem Tabak Ammoniumverbindungen zugesetzt wurden, um die Nikotinaufnahme zu verbessern und damit die Wirkung und den Abhängigkeitsgrad zu erhöhen. In Deutschland lässt die Tabakverordnung den Zusatz von Ammoniumverbindungen zu Zigaretten nicht zu. Aktuelle Forschungsergebnisse widersprechen der These, dass ein erhöhter Ammoniumgehalt zur besseren Nikotinaufnahme führt (siehe Tabakzusatzstoffe).
Bis heute benutzt Marlboro die Werbung mit dem Cowboy mit großem Erfolg – ungeachtet der Tatsache, dass mit Wayne McLaren eines der als Marlboro Man auftretenden Fotomodelle 1992 infolge von Lungenkrebs starb.
Marlboro ist auch als Sponsor – etwa im Motorsport beim Formel-1-Team Scuderia Ferrari Mission Winnow und beim MotoGP-Team Ducati Marlboro – bekannt.

## Einfluss auf die Kultur
Bereits ab 1971 platzierte Marlboro ihre Produkte gezielt in sowjetischen Filmen, unter anderem in Старики-разбойники (deutsch: Stariki-razboyniki) oder Iwan Wassiljewitsch wechselt den Beruf (1973).
In der Westlichen Welt wurde die Marke Marlboro 1979 im Film Superman II – Allein gegen alle erstmals in kommerzieller Form gezielt als Produktplatzierung eingebaut. Dafür handelte der Zigarettenhersteller Philip Morris mit Pinewood Studios einen Vertrag aus. Demnach wurde eine Filmsequenz (Szenen 333 bis 341) eingebaut, in der Superman in Großaufnahme gegen einen speziell für diesen Film mit Marlboro beschrifteten Lieferwagen geschleudert wurde. In der Realität gab es allerdings keine so beschrifteten Lieferwagen.
In späteren Jahren wurde der Marlboro Man als Filmtitel benutzt, so in der Actionkomödie Harley Davidson & The Marlboro Man.

## Produkte
Zu den unter der Marke Marlboro vertriebenen Produkten gehören in Deutschland die Marlboro Red, Intense, Flavor Mix (früher „Medium“/ MX4 Flavor), Gold (früher „Lights“, eingeführt 1983), Gold Advance, Menthol (zwischenzeitlich Blue Fresh), White Menthol (zwischenzeitlich White Fresh), Blend 29 (laut Verpackung frei von Zusätzen), Flavor Note (früher „Silver“) und WIDES. Einige dieser Produkte werden auch in der Überlänge 100 mm angeboten. In Deutschland und in der Schweiz führt der Handel die Zigaretten zusätzlich in der Softpackung. Zudem ist Feinschnitt zum Selberdrehen erhältlich.
| Name                                       | Einführung | Nikotin | Teer  | Kohlenstoffmonoxid |
| ------------------------------------------ | ---------- | ------- | ----- | ------------------ |
| Marlboro Filter Cigarettes                 | 1955       | 0,8 mg  | 10 mg | 10 mg              |
| Marlboro Gold (früher: Lights)             | 1983       | 0,5 mg  | 6 mg  | 7 mg               |
| Marlboro Gold Lights 100's                 | 1983       | 0,6 mg  | 8 mg  | 8 mg               |
| Marlboro Mix (früher: Medium)              | 1983       | 0,7 mg  | 9 mg  | 9 mg               |
| Marlboro Gold Advance                      | 2009       | 0,7 mg  | 9 mg  | 9 mg               |
| Marlboro Silver Blue (früher: Ultralights) | 2011       | 0,3 mg  | 4 mg  | 5 mg               |
| Marlboro ohne Zusätze (Blau)               | 2013       | 0,6 mg  | 6 mg  | 8 mg               |
| Marlboro ohne Zusätze (Rot)                | 2013       | 0,8 mg  | 10 mg | 10 mg              |
| Marlboro Advance Blue                      | 2015       | 0,5 mg  | 6 mg  | 8 mg               |

### Lizenzprodukte
Das Unternehmen vertreibt über Lizenznehmer verschiedene Merchandising-Artikel, wie Feuerzeuge, Aschenbecher, Sonnenbrillen und andere Accessoires, die im Rahmen von Werbepromotions mitunter an die Zielgruppe verschenkt werden. Für das zu Werbezwecken 1983 gestartete Marlboro Adventure Team Abenteuer-Camp, für das sich die Teilnehmer bewerben mussten, gab es eine eigene Bekleidungs- und Accessoires-Kollektion.
Bereits in den 1970er Jahren hatte es von Philip Morris eine Sportswear-Line mit dem Namen Marlboro Country Store gegeben. 1984 wurde von Philip Morris über die eigene Lizenzgesellschaft International Trademarks Inc. (ITI) eine Lizenz für Bekleidung unter dem Markennamen Marlboro Leisure Wear an den italienischen Textilhersteller Marzotto (ab 2005: Valentino Fashion Group) vergeben. 1987 wurde der Markenname in Marlboro Classics geändert. Unter dem Label wurde erfolgreich Herren- und Damen-Freizeitmode im Mittelpreissegment angeboten. Philip Morris nutzte diesen Markentransfer – ähnlich wie Camel mit Camel Active –, um die Zigarettenmarke unterschwellig in Bereichen positiv zu vermarkten, wo gar keine Tabakwerbung erlaubt gewesen wäre. Von Seiten des Textilherstellers wollte man die Verbindung zur Zigarettenmarke allerdings möglichst wenig betonen. 2009 wurde daher der Name in MCS (mit dem Untertitel Marlboro Classics) geändert. 2011 lag der Umsatz von MCS bei um die 125 Millionen Euro. Weltweit gibt es über 200 eigenständige MCS-Ladengeschäfte (in Deutschland in Berlin, Dresden, Hannover und München) sowie mehr als 450 Shops-in-Shop in Kaufhäusern und Filialisten (in Deutschland Wöhrl) in 42 Ländern. Ab 2007 gehörte die Lizenzmarke MCS Classics nach einem Verkauf durch Marzotto der britischen Beteiligungsgesellschaft Permira. Philip Morris beendete Anfang 2013 das MCS-Lizenzabkommen mit Permira, so dass diese ihre MCS-Anteile im gleichen Jahr an die britische Investment-Gesellschaft Emerisque Brands abstieß, zu der auch ehemalige Untermarken der Moncler-Gruppe gehören. Seither firmiert die Bekleidungslinie unabhängig von Marlboro und Philip Morris unter dem Firmennamen MCS Cavaliere S.r.l. Die Damenmode-Sparte wurde eingestellt. In Südafrika besteht eine Bekleidungslinie für Herren unter dem Namen 'Marlboro Originals' von der Fraser and Company Ltd.